# Idaea holosericiaria
Idaea holosericiaria là một loài bướm đêm trong họ Geometridae.